# Eudendrium unispirum
Eudendrium unispirum is een hydroïdpoliepensoort uit de familie van de Eudendriidae. De wetenschappelijke naam van de soort is voor het eerst geldig gepubliceerd in 2008 door Schuchert.